# St. Stephanus (Paunzhausen)

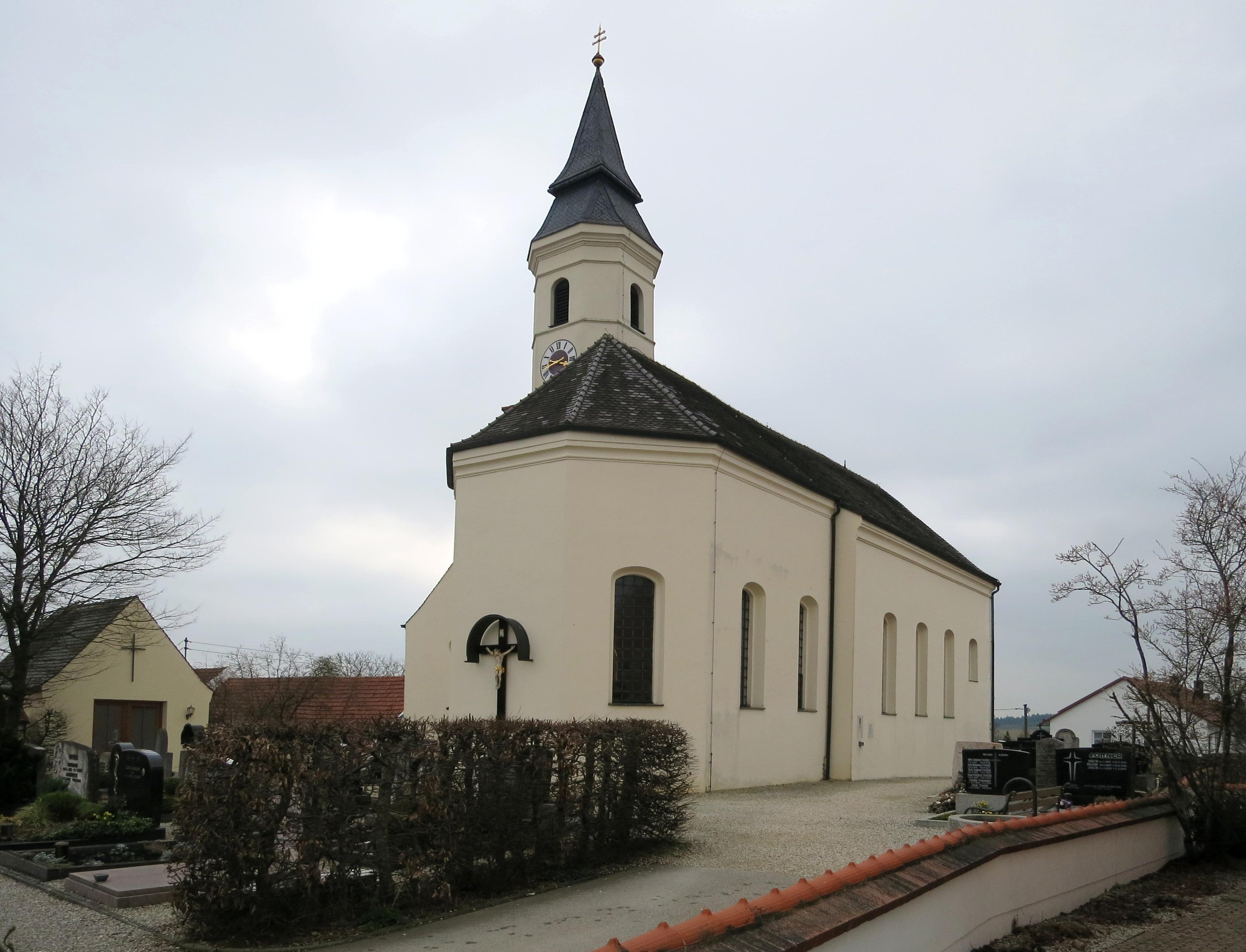
St. Stephanus in Paunzhausen

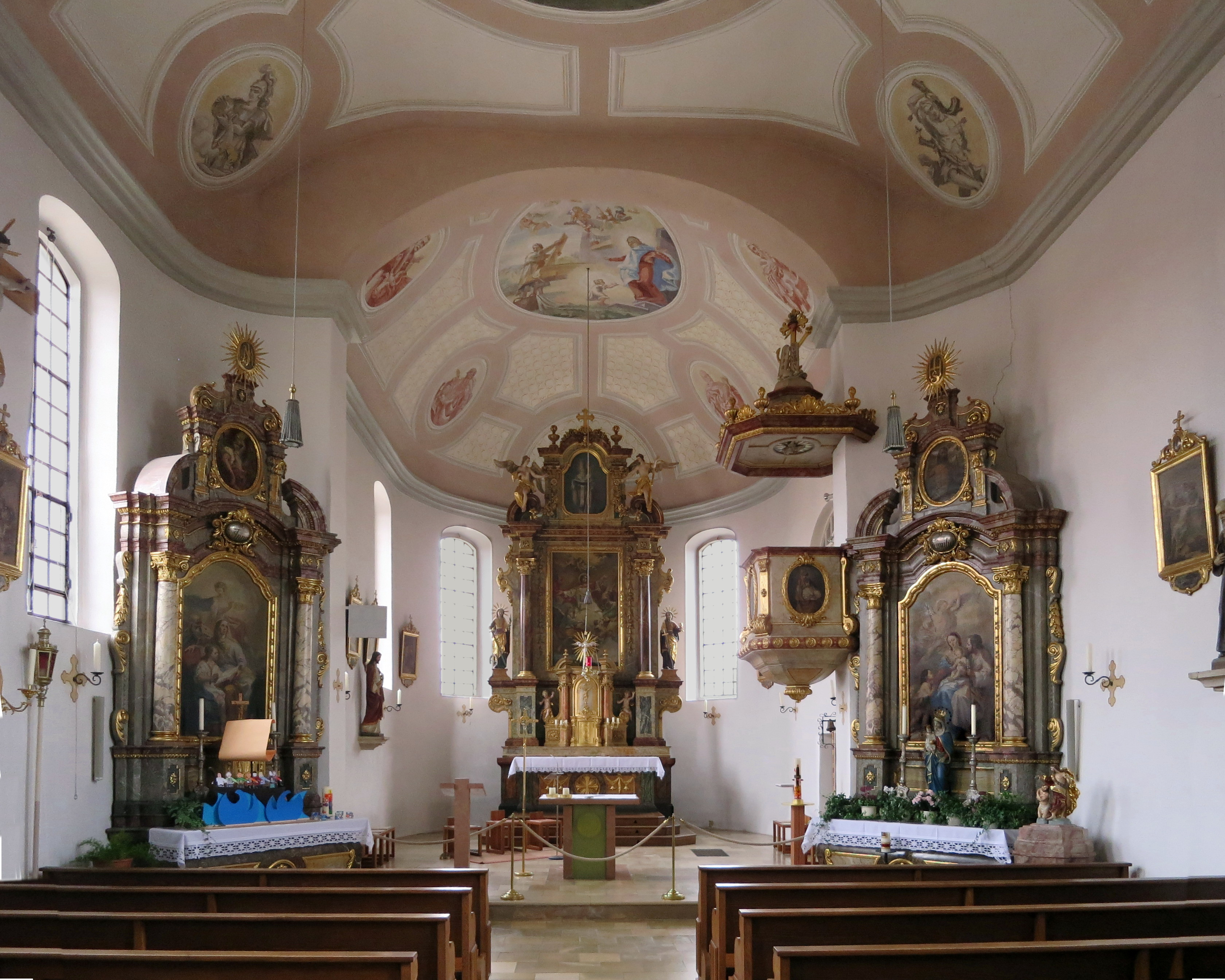
Innenraum

Die römisch-katholische Pfarrkirche St. Stephanus steht in der Gemeinde Paunzhausen im oberbayerischen Landkreis Freising. Die Kirche steht unter Denkmalschutz und ist in der Liste der Baudenkmäler in Paunzhausen unter der Nr. D-1-78-150-1 eingetragen. Sie gehört zum Dekanat Freising des Erzbistums München und Freising.

## Beschreibung
Die in barocker Tradition errichtete Saalkirche wurde 1828/29 erbaut. Sie besteht aus dem Langhaus, dem eingezogenen, dreiseitig geschlossenen Chor im Osten, dem Chorflankenturm auf quadratischem Grundriss an der Südwand des Chors, der Sakristei in der Südostecke von Turm und Chor und einem Vorbau an der Westwand des Langhauses. Die beiden achteckigen Obergeschosse des Turms enthalten die Turmuhr und den Glockenstuhl. Darauf sitzt ein gestufter, spitzer Helm.
Der Innenraum des Langhauses ist mit einem Tonnengewölbe überspannt. Die Kirchenausstattung wurde 1903 in neobarocken Formen ausgeführt. 

## Orgel

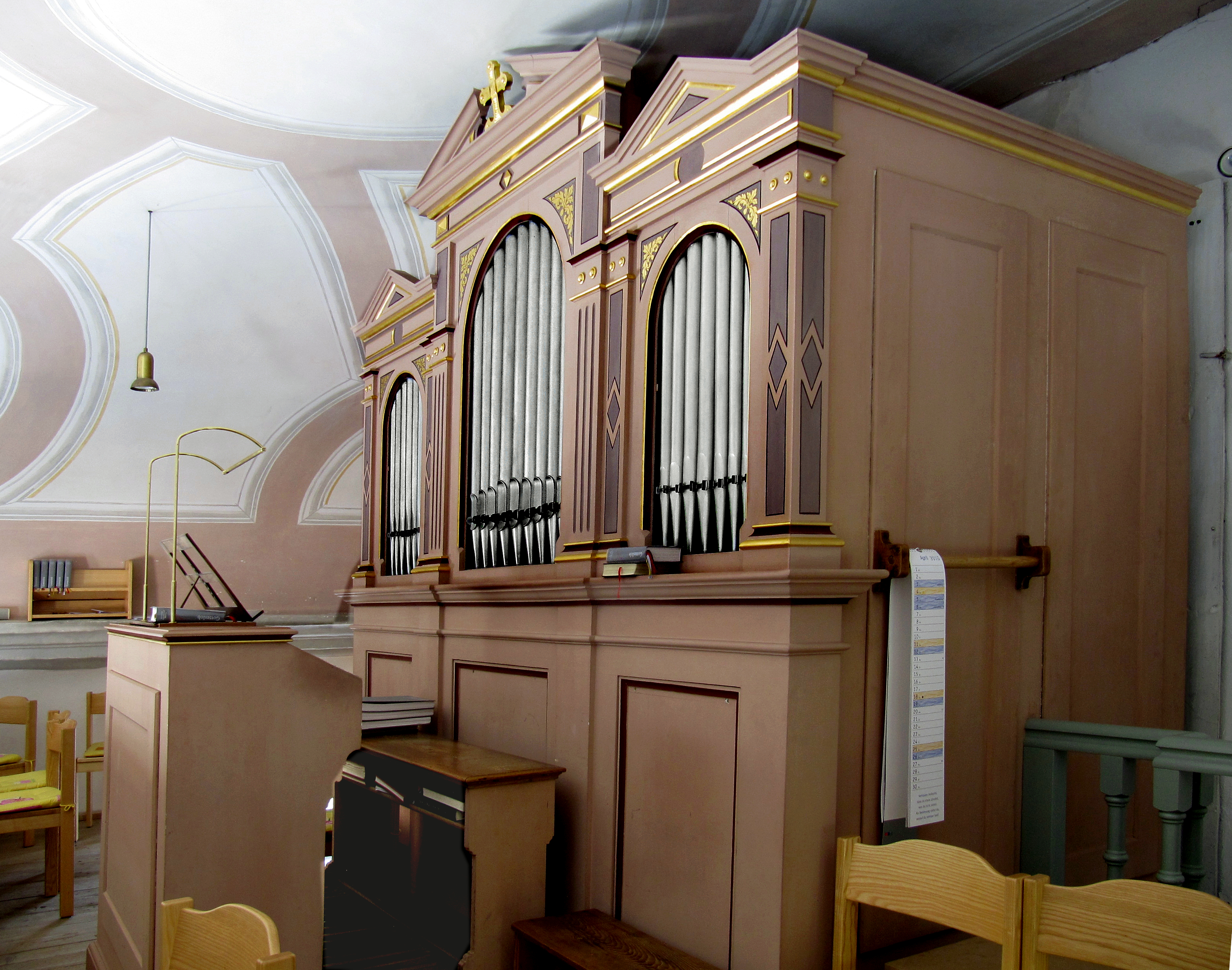
Orgel

Die rein mechanische Kegelladen-Orgel mit neun Registern auf einem Manual und Pedal wurde von Binder & Siemann, Regensburg im Jahr 1892 neu gebaut. Die Disposition lautet:
| Manual C–f3 |       |
| Principal   | 8′    |
| Salicional  | 8′    |
| Gamba       | 8′    |
| Gedackt     | 8′    |
| Octav       | 4′    |
| Flöte       | 4′    |
| Mixtur III  | 2 ⁄3′ |

| Pedal C–d1 |     |
| Subbaß     | 16′ |
| Violonbaß  | 8′  |

- Koppel: M/P
- Spielhilfe: Tutti